# Liste der Palais in Bratislava
Die Liste der Palais in Bratislava umfasst sowohl bestehende als auch bereits abgerissene Palais in Bratislava. Ein großer Teil der Paläste befindet sich im historischen Stadtkern, der Staré Mesto.
Zahlreiche Palais wurden vom altösterreichischen und ungarischen Adel errichtet, zudem gibt es auch eine große Zahl an palaisähnlichen Bauten. Vor allem infolge der Kriegswirren, aber auch in der kommunistischen Ära wurden baufällige Paläste abgerissen und die Lücken mit neuen Gebäuden gefüllt.
Die Liste ist folgendermaßen aufgebaut:
- Name: Da viele Palais wechselnde Besitzer hatten, sind sie oft auch unter unterschiedlichen Namen bekannt, daher werden mitunter Doppelnamen angeführt. Die Reihenfolge der Namen richtet sich dann nach der Chronologie der Eigentumsverhältnisse. Hatte ein Besitzer mehrere Palais, die keinen Doppelnamen führen, so wird zur Unterscheidung der Straßenname angeführt.
- Adresse: Adresse des Palais. Mit der Ausnahme des ehemaligen Palais Berchtold im Stadtteil Nové Mesto (s. u.), alle hier angegebene Palais liegen im Stadtteil Staré Mesto.
- Baujahr: Unter Baujahr wird das Fertigstellungsjahr angegeben. Da viele Palais mehrmals umgebaut oder renoviert wurden, bezieht sich die Jahreszahl immer auf den Erstzustand. Bei ehemaligen Palais ist das Abbruchjahr angegeben.
- Architekt: Als Architekt wird immer der für die Erstausführung verantwortliche Architekt genannt.
- Stil: Es werden nur Hauptstilrichtungen angegeben und keine detailliertere Klassifizierung (z. B. Historismus und nicht Neorenaissance).
- Anmerkung: Weitere Informationen zum Palais, z. B. heutige Nutzung.

## Bestehende Palais
| deutscher Name                            | slowakischer Name                | Adresse | Baujahr             | Architekt                       | Stil                    | Anmerkung | Bild                                                              |
| ----------------------------------------- | -------------------------------- | --- | ------------------- | ------------------------------- | ----------------------- | --- | ----------------------------------------------------------------- |
| Apponyi                                   | Aponiho palác                    | Radničná 1 | 1761–1762           |                                 | Barock                  | Weinbau- und Winzermuseum | Palais Apponyi                                                    |
| Aspremont                                 | Aspremontov letný palác          | Špitálska 24 In der Zeit der Zugehörigkeit zur Tschechoslowakei lautete die Adresse Straße der Tschechoslowakischen Armee | 1769                | J. J. Thalherr                  | Spätbarock              | Errichtet wurde es für den Grafen Gobert von Aspremont als Sommerpalais auf einem älteren Fundament. Im 18. Jahrhundert gelangte das Gebäude in den Besitz der Familie Eszterházy. Seit den 1970er Jahren ist es Sitz der Medizinischen Fakultät der Comenius-Universität | Palais Aspremont                                                  |
| Balass                                    | Balašov palác                    | Panská 15 | 1754–1762           |                                 | Rokoko                  | | Palais Balass                                                     |
| Csáky (Panská)                            | Čákiho palác                     | Panská | 1775                | Matthias Walch                  | Barock-klassizistisch   | | Palais Csáky (Panská)                                             |
| Csáky (Štúrova)                           | Čákiho palác                     | Štúrova |                     | Heinrich Adam                   |                         | Heute in schlechtem Zustand |                                                                   |
| Dessewffy                                 | Dessewffyho palác                | Námestie Ľudovíta Štúra 2                                                                                                 | 19. Jh.             |                                 |                         | | Palais Dessewffy                                                  |
| Erdödy (Godrova)                          | Erdödyho palác                   | Godrova 2 | 1880–1900           |                                 | Neogotik                | |                                                                   |
| Erdödy (Ventúrska)                        | Erdödyho palác                   | Ventúrska 1 | 1770                | M. Walch                        | Rokoko                  | | Palais Erdödy (Ventúrska)                                         |
| Erzbischöfliches Sommerpalais             | Letný arcibiskupský palác        | Námestie slobody 1 | 1761–1765           | Franz Anton Hillebrandt         | Renaissance             | Sitz der slowakischen Regierung | Erzbischöfliches Sommerpalais                                     |
| Esterházy                                 | Esterháziho palác                | Kapitulská 6-8 | 17. Jh.             |                                 | Barock                  | Heute in schlechtem Zustand | Palais Esterházy (Kapitulská)                                     |
| Esterházy                                 | Esterháziho palác                | Námestie Ľudovíta Štúra                                                                                                   | 1870                | I. Feigler der Jungere          | Neorenaissance          | Teil der Slowakischen Nationalgalerie | Palais Esterházy behaust ein Teil der Slowakischen Nationalgarie  |
| Esterházy                                 | Esterháziho palác                | Panská 13 | 1743                |                                 |                         | | Palais Esterházy (Panská)                                         |
| Georgievits                               | Georgievitsov palác              | Panenská ulica 11 | Ende des 19. Jhdts. | Victor Rumpelmayer (vermutlich) | ?                       | Musikschule | Palais Georgievits, Musikschule                                   |
| Grassalkovich                             | Grasalkovičov palác              | Hodžovo námestie 1 | 1760                | Andreas Mayerhoffer             | Rokoko                  | Amtssitz des slowakischen Präsidenten | Palais Grassalkovich, Sitz des Präsidenten                        |
| Habermayer                                | Habermayerov palác               | Panenská 15 |                     |                                 |                         | | Palais Habermayer                                                 |
| Jeszenak (Hlavné námestie)                | Jesenákov palác                  | Hlavné námestie 4 | 18. Jh.             |                                 | Barock                  | Café Mayer | Palais Jeszenak am Hauptplatz                                     |
| Jeszenak (Michalská)                      | Jesenákov palác                  | Michalská 3 | 1730                |                                 |                         | Galerie Michalský dvor | Palais Jeszenak (Michalská)                                       |
| Jurenák                                   | Jurenákov palác                  | Vajanského nábrežie 3 | 19. Jh.             |                                 | Eklektizismus           | Amt des Stadtteils Staré Mesto |                                                                   |
| Karácsonyi                                | Karáčoniho palác                 | Štefánikova 2 | 1883–1884           |                                 | Eklektizismus           | | Palais Karácsonyi                                                 |
| Keglevics                                 | Keglevičov palác                 | Panská 27 | 18. Jh.             |                                 | Barock                  | | Palais Keglevics                                                  |
| Kutscherfeld                              | Kutscherfeldov palác             | Hlavné námestie 7, Sedlárska 7                                                                                            | 1762                |                                 | Rokoko                  | Französische Botschaft | Palais Kutscherfeld                                               |
| Lanfranconi                               | Lanfranconiho palác              | Námestie Ľudovíta Štúra 1                                                                                                 | 19. Jh.             | I. Feigler der Jungere          | Neorenaissance          | Umweltministerium der Slowakischen Republik | Palais Lanfranconi                                                |
| Ludwig                                    | Ludwigov palác                   | Krížna | 1880                |                                 | Neorenaissance          | | Palais Ludwig                                                     |
| Maldeghem                                 | Maldeghemov palác                | Hviezdoslavovo námestie 12                                                                                                |                     |                                 |                         | |                                                                   |
| Mirbach                                   | Mirbachov palác                  | Františkánske námestie | 1768–1770           | Matthäus Hollrigl               | Rokoko                  | Teil der Städtischen Galerie | Palais Mirbach                                                    |
| Motešický                                 | Palác Motešických                | Gorkého 5, Laurinská 8 | 19. Jh.             |                                 |                         | | Palais Motešický                                                  |
| Nester                                    | Nesterov palác                   | Hviezdoslavovo námestie                                                                                                   | 1856                | I. Feigler                      |                         | Deutsche Botschaft | Palais Nester                                                     |
| Pálffy (Hviezdoslavovo námestie)          | Pálfiho palác                    | Hviezdoslavovo námestie 18                                                                                                | 1884–1885           |                                 | Neu-Barock              | Hochschule für Bildende Künste | Palais Pálffy am Hviezdoslavovo námestie                          |
| Pálffy (Panská)                           | Pálfiho palác                    | Panská 19-21 | 1885                |                                 |                         | Teil der Städtischen Galerie | Palais Pálffy an der Panská-Straße                                |
| Pálffy (Ventúrska)                        | Pálfiho palác                    | Ventúrska 10 | 1745                |                                 | Barock                  | Ehemalige österreichische Botschaft | Palais Pálffy an der Ventúrska-Straße                             |
| Pálffy (Zámocká)                          | Pálfiho palác                    | Zámocká 47 | 1870                |                                 |                         | | Palais Pálffy an der Zámocká-Straße                               |
| Palugyay (Hlavné námestie)                | Paluďaiov palác                  | Zelená, Hlavné námestie                                                                                                   | 1880                |                                 | Barock                  | | Palais Palugyay vom Hauptplatz aus                                |
| Palugyay (Pražská)                        | Paluďaiov palác                  | Pražská | 1873–1879           | Ignaz Feigler                   |                         | | Palais Palugyay an der Pražská-Straße                             |
| De Pauli                                  | Palác Leopolda de Pauliho        | Ventúrska 11 | 1775–1776           | František Römish                |                         | Teil der Universitätsbibliothek | Palais de Pauli                                                   |
| Pisztory                                  | Pistoriho palác                  | Štefánikova 25 | 19. Jh.             |                                 | Eklektizismus           | In den 1990ern Museum der Landsleute, Institut der ausländischen Slowaken von Matica Slovenská, in der Zeit des Sozialismus Lenin-Museum | Palais Pisztory                                                   |
| Primatialpalais                           | Primaciálny palác                | Primaciálne námestie 2 | 18. Jh.             | Melchior Hefele                 | Klassizismus            | Sitz des Oberbürgermeisters von Bratislava | Primatialpalais am Primatialplatz                                 |
| Propsteipalais                            | Prepoštský palác                 | Kapitulská | 1632                |                                 | Spätrenaissance         | |                                                                   |
| Statthalterpalais                         | Miestodržiteľský palác           | Hlavné námestie 8 | 18. Jh.             |                                 | Rokoko                  | Heute im Besitz des Regierungsamts der Slowakischen Republik | Statthalterpalais                                                 |
| Palais der Ungarischen Königlichen Kammer | Palác Uhorskej kráľovskej komory | Michalská 1 | 1753–1756           | G. B. Martinelli                | Klassizistischer Barock | Universitätsbibliothek | Palais der Ungarischen Königlichen Kammer an der Michalská-Straße |
| Zichy                                     | Zičiho palác                     | Ventúrska 9 | 1770–1780           |                                 |                         | | Palais Zichy                                                      |

## Ehemalige Palais
| deutscher Name            | slowakischer Name     | Adresse             | Baujahr | Architekt | Stil | Anmerkung | Bild |
| ------------------------- | --------------------- | ------------------- | ------- | --------- | ---- | --- | ---- |
| Berchtold                 | Berchtoldov palác     | Trnavské mýto       | 1832    |           |      | Wurde im Jahr 1981 abgerissen, dort befand sich anschließend bis 2022 das Gewerkschaftshaus Istropolis (slowakisch Dom odborov Istropolis). |      |
| Braunecker                | Brauneckerov palác    | Vydrica             |         |           |      | Wurde in den 1970er Jahren abgerissen. |      |
| Csáky (Rázusovo nábrežie) | Čákiho palác          | Rázusovo nábrežie   |         |           |      | Abgerissen nach dem Zweiten Weltkrieg (1962?)                                                                                               |      |
| Landerer                  | Landererov palác      | Šafárikovo námestie | 1760    |           |      | Das Palais Landerer wurde bei einem Luftangriff im Jahr 1944 schwer beschädigt und später abgerissen.                                       |      |
| Pálffy (Gorkého)          | Pálfiho palác         | Gorkého             | 19. Jh. |           |      | Wurde im Jahr 1942 abgerissen. |      |
| Rohan                     | Palác kniežaťa Rohana | Vydrica             | 19. Jh. |           |      | Wurde in den 1960/1970ern abgerissen. |      |
| Viczay                    | Vicaiov palác         | Dunajská 19         | 1780    |           |      | Wurde im Jahr 1963 abgerissen. |      |